# Nirei Fukuzumi
Nirei Fukuzumi (jap. 福住仁嶺 Fukuzumi Nirei; ur. 24 stycznia 1997 w Tokushimie) – japoński kierowca wyścigowy.

## Kariera

### Formuła 4
Po zakończeniu kariery kartingowej Nirei spróbował swych sił w wyścigach samochodowych w 2014 roku. Zadebiutował w Japońskiej Formule 4, w której już w pierwszym sezonie startów zdominował rywalizację. Reprezentował ekipę HFDP Racing.

### Formuła 3
W sezonie 2015 awansował wraz z zespołem do Japońskiej Formuły 3. Fukuzumi sześciokrotnie meldował się na podium, w tym dwukrotnie na jego najwyższym podium, dominując na torze Twin Ring Motegi. W klasyfikacji generalnej zajął 4. miejsce z dorobkiem 72 punktów.

### Seria GP3
Japończyk został przyjęty do programu rozwoju młodych kierowców Hondy, dzięki czemu awansował do GP3, w której reprezentował barw francuskiej ekipy ART Grand Prix. Już w pierwszym starcie Nirei stanął na najniższym stopniu podium, co ze względu na niewielkie doświadczenie z europejskimi torami zasługuje na uwagę. W dalszej fazie sezonu brak doświadczenia został jednak obnażony i jego wyniki nie były już tak błyskotliwe. Na uwagę zasługuje jednak fakt, iż dwukrotnie zajął czwartą lokatę na Hungaroringu. Pod koniec sezonu dwukrotnie stanął na podium - był drugi na Sepang oraz trzeci w Yas Marina Circuit. Dzięki temu o zaledwie jeden punkt wyprzedził Brytyjczyka Jake'a Hughesa i zajął 7. miejsce w klasyfikacji generalnej.

## Wyniki

### GP3
| Legenda oznaczeń w tabelach wyników Wyświetl szablon na nowej stronie | Legenda oznaczeń w tabelach wyników Wyświetl szablon na nowej stronie                                                                     |
| Oznaczenie                                                            | Wyjaśnienie |
| --------------------------------------------------------------------- | --- |
| Złoty                                                                 | Zwycięzca lub mistrzostwo |
| Srebrny                                                               | 2. miejsce lub wicemistrzostwo |
| Brązowy                                                               | 3. miejsce lub II wicemistrzostwo |
| Zielony                                                               | Ukończył, punktował (w klasyfikacji generalnej, gdy zdobył co najmniej jeden punkt na przestrzeni sezonu, poza trzema powyższymi opcjami) |
| Niebieski                                                             | Ukończył, nie punktował (w klasyfikacji generalnej, gdy nie zdobył co najmniej jednego punktu na przestrzeni sezonu)                      |
| Czerwony                                                              | Nie zakwalifikował się (NZ) |
| Czerwony                                                              | Nie prekwalifikował się (NPK) |
| Różowy                                                                | Nie ukończył (NU) |
| Różowy                                                                | Niesklasyfikowany (NS) (w klasyfikacji generalnej, gdy nie został sklasyfikowany w żadnym wyścigu sezonu)                                 |
| Czarny                                                                | Zdyskwalifikowany (DK) |
| Czarny                                                                | Wykluczony (WYK/EX) |
| Biały                                                                 | Nie wystartował (NW) |
| Biały                                                                 | Kontuzjowany (K/INJ) |
| Biały                                                                 | Wyścig odwołany (OD/C) |
| Bez koloru                                                            | Został wycofany (WYC/WD) |
| Bez koloru                                                            | Nie przybył (NP/DNA) |
| Bez koloru                                                            | Nie brał udziału w treningach (NT/DNP) |
| Bez koloru                                                            | Nie został zgłoszony (–) |
| Pogrubienie                                                           | Start z pole position |
| Kursywa                                                               | Najszybsze okrążenie wyścigu |
| †                                                                     | Nie ukończył, ale jego rezultat został zaliczony ze względu na przejechanie więcej niż 90% dystansu wyścigu.                              |
| *                                                                     | Sezon w trakcie |
| 1/2/3                                                                 | Punktowana pozycja w sprincie kwalifikacyjnym                                                                                             |
| Lista systemów punktacji Formuły 1                                    | |

| Rok  | Zespół         | Wyniki w poszczególnych eliminacjach | Wyniki w poszczególnych eliminacjach | Wyniki w poszczególnych eliminacjach | Wyniki w poszczególnych eliminacjach | Wyniki w poszczególnych eliminacjach | Wyniki w poszczególnych eliminacjach | Wyniki w poszczególnych eliminacjach | Wyniki w poszczególnych eliminacjach | Wyniki w poszczególnych eliminacjach | Wyniki w poszczególnych eliminacjach | Wyniki w poszczególnych eliminacjach | Wyniki w poszczególnych eliminacjach | Wyniki w poszczególnych eliminacjach | Wyniki w poszczególnych eliminacjach | Wyniki w poszczególnych eliminacjach | Wyniki w poszczególnych eliminacjach | Wyniki w poszczególnych eliminacjach | Wyniki w poszczególnych eliminacjach | Punkty | Pozycja |
| ---- | -------------- | ------------------------------------ | ------------------------------------ | ------------------------------------ | ------------------------------------ | ------------------------------------ | ------------------------------------ | ------------------------------------ | ------------------------------------ | ------------------------------------ | ------------------------------------ | ------------------------------------ | ------------------------------------ | ------------------------------------ | ------------------------------------ | ------------------------------------ | ------------------------------------ | ------------------------------------ | ------------------------------------ | ------ | ------- |
| 2016 | ART Grand Prix | ESP                                  | ESP                                  | AUT                                  | AUT                                  | GBR                                  | GBR                                  | HUN                                  | HUN                                  | GER                                  | GER                                  | BEL                                  | BEL                                  | ITA                                  | ITA                                  | MAL                                  | MAL                                  | ARE                                  | ARE                                  | 91     | 7       |
| 2016 | ART Grand Prix | 3                                    | 13                                   | 7                                    | NU                                   | 11                                   | 7                                    | 4                                    | 4                                    | NU                                   | 11                                   | NU                                   | 15                                   | 5                                    | NU                                   | 7                                    | 2                                    | 5                                    | 3                                    | 91     | 7       |